# Fritz Peter Buch
Fritz Peter Buch (Frankfurt, 21 de diciembre de 1894-Viena, 6 de noviembre de 1964) fue un guionista y director de cine alemán. Trabajó de forma frecuente en el periodo nazi, pero fue arrinconado en la posguerra. Dirigió a Zarah Leander en uno de sus películas de regreso Cuba Cabana (1952), en lo que resultó ser su última aportación como director.

## Filmografía seleccionada

### Director
- Waldwinter (1936)
- Fräulein Veronika (1936)
- Mit versiegelter Order (1938)
- Jakko (1941)
- Die schwarze Robe (1944)
- Cuba Cabana (1952)
- Ein ganz großes Kind (1952)